# Groene mantella
De groene mantella (Mantella viridis) is een kikker uit de familie gouden kikkers (Mantellidae). De soort werd voor het eerst wetenschappelijk beschreven door Thomas Pintak & Wolfgang Böhme in 1988.

## Uiterlijke kenmerken
De groene mantella heeft een gele of lichtgroene rug en kop, zwarte flanken en een witte streep over de onderlip. De vingers en tenen bevatten hechtschijfjes. De lichaamslengte bedraagt 2 tot 3 centimeter.

## Leefwijze
Het voedsel van dit volledig terrestrisch, dagactieve dier bestaat hoofdzakelijk uit insecten en andere ongewervelden.

## Voortplanting
Tijdens het paarseizoen hebben de mannetjes een eigen territorium, dat ze goed verdedigen. De roep van het mannetje bestaat uit een reeks klikkende geluiden. Daarmee lokt hij het vrouwtje om te paren. Gepaard wordt na een zware regenbui op het land. De eieren worden vlak bij het water afgezet.

## Verspreiding en leefgebied
De groene mantella komt endemisch voor in Noord- en Oost-Madagaskar in bossen in de buurt van beekjes.